# Абрагамович, Зигмунт
Зигмунт (Зыгмунт) Абрагамович (пол. Zygmunt Abrahamowicz; 20 февраля 1923, с. Залуква, Станиславовское воеводство, Польская Республика — 13 декабря 1990, Варшава, Польша) — польский историк, филолог, ориенталист, тюрколог, переводчик. Доктор гуманитарных наук (1967).

## Биография
Караим по происхождению. Обучался в польской гимназии Станиславова (ныне Ивано-Франковск), где большое влияние на него оказало общение с учителем гимназии Б. Лепким.
Во время Второй мировой войны был вывезен на принудительные работы в нацистская Германия. После окончания войны переселился в Польшу. С 1947 года изучал филологию Ближнего Востока в Варшавском университете.
В 1950 году перешёл и в 1951 г. окончил курс восточных языков в Ягеллонском университете в Кракове.
В том же году защитил магистерскую диссертацию (тема «Путешествие Эвлия Челеби в Крым в 1666 г.»).
С 1952 по 1976 год работал архивистом в Государственном воеводском архиве (Краков), затем в 1976—1988 годах — в Институте истории Польской академии наук (Варшава).
В 1967 году стал доктором наук (тема диссертации «Хаджи Мехмет Сенаи из Крыма. История крымского хана Ислям-Герая III (до весны 1651 года)»).
С 1988 года — на пенсии.
Похоронен в Кракове на Раковицком кладбище.

## Научная деятельность
Занимался исследованием, переводом и изданием турецких, крымскотатарских и персидских источников XVII века, касающихся истории Османской империи, Польши и Украины, а также крымскотатарскую летопись, в котором зафиксированы события 1644—1654 годов, в том числе участие хана Ислям-Герая III в войне с Польшей на стороне Украины («Historia chana Islam Gereja III». Варшава, 1971). В студенческие годы перевёл галицко-луцким диалектом караимского языка несколько стихов Н. Хикмета, ряд новелл турецких авторов.
З. Абрагамович — автор перевода на караимский язык поэмы «Гамалия» и стихотворения «Завещание» Т. Шевченко, впервые опубликованный в антологии «Тарас Шевченко. „Заповіт“ мовами народів світу» (К., 1989).

## Избранные публикации
- Nazim Hikmet, Pieśń pijących słońce: poezje, Warszawa: Iskry 1956.
- Katalog rękopisów orientalnych ze zbiorów polskich, t. 1, cz. 1: Katalog dokumentów tureckich : dokumenty do dziejów Polski i krajów ościennych w latach 1455—1672, Warszawa: Państwowe Wydawnictwo Naukowe 1959.
- Czelebi Ewlija, Księga podróży Ewliji Czelebiego : wybór, Warszawa: «Książka i Wiedza» 1969.
- Старая турецкая карта Украины с планом днепровских порогов и атаки турецкого флота на Киев // Восточные источники по истории народов Юго-Восточ. и Центр. Европы. Москва, 1969. Т. 2.
- Hadży Mehmed Senai z Krymu, Historia Chana Islam Gereja III, Warszawa: Państwowe Wydawnictwo Naukowe 1971.
- Termin kozak oraz nazwy Zaporożców i Zaporoża u Tatarów krymskich i Turków // Sprawozdanie z Posiedzeń Kom. Nauk. PAN. Oddz. w Krakowie, 1972. T. 15.
- Kara Mustafa pod Wiedniem: źródła muzułmańskie do dziejów wyprawy wiedeńskiej 1683 roku, Kraków: Wydawnictwo Literackie 1973.
- Ignacy Pietraszewski, Uroki Orientu: wspomnienia z wojaży 1832-1840-1860-1862, Olsztyn: «Pojezierze» 1989.
- Die Türkenkriege in der historischen Forschung. Wien, 1983.